# Pouso Alegre Futebol Clube
Il Pouso Alegre Futebol Clube, noto anche come semplicemente come Pouso Alegre, è una società calcistica brasiliana con sede nella città di Pouso Alegre, nello stato del Minas Gerais.

## Storia
Il Pouso Alegre Futebol Clube è stato fondato il 15 novembre 1913, con il nome di Pouso Alegre Football Club. Quel giorno si tenne un incontro a casa di Alfredo Ennes Baganha - il primo presidente del Pouso Alegre - per fondare il club e iniziare così a scrivere la storia del calcio del Pouso Alegre.
A quei tempi però era difficile mantenere attivo un club per lungo tempo. Per questo motivo, alla fine degli anni '10, Pouso Alegre cadde nell'oblio. Solo nel 1928 il rosso e il nero riacquistarono rilevanza. Aiutato da un gruppo di dirigenti, il club raggiungerà fino a quel momento il suo massimo splendore.
Nel 2023 è stato semifinalista nel Troféu Inconfidência, competizione che già aveva vinto nel 2021, anno in cui inoltre aveva perso la finale di Recopa Mineira.

## Palmarès

### Competizioni statali
- Campeonato Mineiro Módulo II: 1

2020
- Campeonato Mineiro Segunda Divisão: 1

2019
- Troféu Inconfidência: 1

2021